# Kiscsécs
Kiscsécs község Borsod-Abaúj-Zemplén vármegyében, a Tiszaújvárosi járásban.

## Fekvése
A Sajó partján fekszik, Miskolctól közúton körülbelül 30 kilométerre délkeletre. A környező települések Girincs és Kesznyéten, a legközelebbi város Tiszaújváros.
Csak közúton érhető el, Kesznyéten vagy Girincs érintésével, a 3607-es úton.

## Története
Kiscsécset 1319-ben említik először, Chech alakban. A török időkben elpusztult, csak a 17. században települt újra. A lakók nagy része halászattal és mezőgazdasággal foglalkozott.
Ma a település közművesítés szempontjából meglehetősen elmaradott. Friderikusz Sándor két alkalommal is (2007. május 29. és május 30.) ott készítette műsorát (Friderikusz most!).

## Közélete

### Polgármesterei
- 1990–1994: Balogh Mihály (független)[3]
- 1994–1998: Balogh Tibor Gyula (független)[4]
- 1998–2002: Balogh Tibor Gyula (független)[5]
- 2002–200?: Balogh Tibor Gyula (független)[6]
- 2003–2006: Balogh Tibor Gyula (független)[7]
- 2006–2010: Balogh Tibor Gyula (független)[8]
- 2010–2014: Balogh Tibor Gyula (független)[9]
- 2014–2019: Balogh Mihály (független)[10]
- 2019–2024: Balogh Mihály (független)[11]
- 2024– : Balogh Mihály (független)[1]

A településen 2003. április 27-én időközi polgármester-választást kellett tartani, mert az előző faluvezetőnek – még tisztázást igénylő okból – megszűnt a polgármesteri tisztsége. Ennek ellenére a tisztségért ő is elindult, és újra el is nyerte azt.

## Népesség
A település népességének változása:
| Lakosok száma | 217  | 211  | 201  | 202  | 178  | 191  | 191  |
|               | 2013 | 2014 | 2015 | 2021 | 2022 | 2023 | 2024 |

2001-ben a település lakosságának 80%-a magyar, 20%-a cigány nemzetiségűnek vallotta magát.
A 2011-es népszámlálás során a lakosok 89,2%-a magyarnak, 82,6% cigánynak mondta magát (10,8% nem nyilatkozott; a kettős identitások miatt a végösszeg nagyobb lehet 100%-nál). A vallási megoszlás a következő volt: római katolikus 8,7%, görögkatolikus 39,5%, felekezeten kívüli 43,6% (8,2% nem válaszolt).
2022-ben a lakosság 97,2%-a vallotta magát magyarnak, 9% cigánynak, (2,8% nem nyilatkozott; a kettős identitások miatt a végösszeg nagyobb lehet 100%-nál). Vallásuk szerint 71,3% volt római katolikus, 3,4% református, 5,1% görög katolikus, 0,6% egyéb keresztény, 4,5% felekezeten kívüli (14% nem válaszolt).